# Чорна Тетяна Володимирівна
Чорна Тетяна Володимирівна (нар. 1979, Київ) — українська ювелірка у стилі contemporary. Її прикраси зберігаються в Скарбницях Національного музею історії України.

## Біографія
Тетяна Чорна народилася 1979 році у місті Київ. Походить із родини архітектора та інженера-еколога. У 1997 році вступила до Національної академії образотворчого мистецтва і архітектури в Києві, де здобула фах художника-архітектора. Після завершення навчання працювала в архітектурному бюро і паралельно почала опановувати ювелірне мистецтво. Згодом захоплення переросло у професійну діяльність, і вона швидко здобула репутацію талановитої ювелірки. У 2002 році вийшла заміж за художника й фотографа Євгенія Чорного, відомого у київських мистецьких колах. Після початку повномасштабного вторгнення залишалася у рідному місті.

## Кар'єра
У 2010 році Тетяна Чорна заснувала власну ювелірну майстерню Tetiana Chorna, де створюються як унікальні авторські роботи, так і прикраси на замовлення. Перші успіхи в професії прийшли до неї після створення колекції прикрас, натхнених сучасним містом, які вона вдобразила в колекції «Прикраси міста» (2012) та «Форми життя міста» (2014).
У своїй творчості Чорна постійно розширює рамки дозволеного, досліджуючи табуйовані теми, зокрема в колекції «Еротичні слайди» (2016).

### Основні твори
- 2012 — «Прикраси міста»
- 2013 — «Я, Жук»
- 2014 — «Форми життя міста», в співавторстві з дизайнерами Гоша Альтшулер, Євгеній Шешенін
- 2015 — колекція прикрас та аксесуарів «З початку було тіло», в співавторстві з Misha Khumish
- 2016 — колекція «З початку було тіло», в співавторстві з Misha Khumish
- 2017 — «Мрії равликів», в співавторстві з Володимиром Ярмуcевічем
- 2018 — «Мед і дьоготь» / Momento mori", в співавторстві з Володимиром Ярмуcевічем
- 2019 — «Схованки» (колекція каблучок)
- 2020 — «Flowers and Thorns»
- 2020 — капсульна колекція прикрас і ковпачків для парфумерних флаконів
- 2020 — «Зміїна колекція»
- 2020 — мініколекція прикрас-трансформерів «Лабіринти»
- 2021 — «Риби поза простором і часом»
- 2021 — «Коштовні шкідники»
- 2021—2022 — «Шлях квітів»
- 2022 — «Все про дружбу народів»
- 2022 — «Пам'ятай про життя» (або «Диво Горгони»)
- 2023 — «Зруйновані мрії»

З 2022 року її прикраси спрямовані привернути увагу світу до нинішньої злочинної війни росії проти України.
Неодноразовий учасник fashion-week та виставок в Києві, Одесі, Львові, Кишиневі, Білостоці, Мінську, Парижу, Вільнюсу.
ЇЇ прикраси експонувалися на міжнародних виставках у [перелік країн або міст], що сприяло популяризації українських традицій на світовій арені.

## Творчість
Вона працює з різними матеріалами — від дорогоцінних металів до пластику та металобрухту, що дозволяє її експериментувати і.і перетворювати прикраси на повноцінні художні об'єкти. Роботи Тетяни Чорної стали невід'ємною частиною сучасного українського ювелірного мистецтва. Основна цільова аудиторія — це творчі люди, аудиторія, яку цікавить сучасна естетика та сучасні способи її вираження. Ювелірні прикраси Тетяни Чорної поєднують реальний світ із фантазійними, ірреальними вимірами уяви, — є справжніми витворами мистецтва, які здобули особливу популярність серед колекціонерів і поціновувачів моди.